# Schloss Boberstein

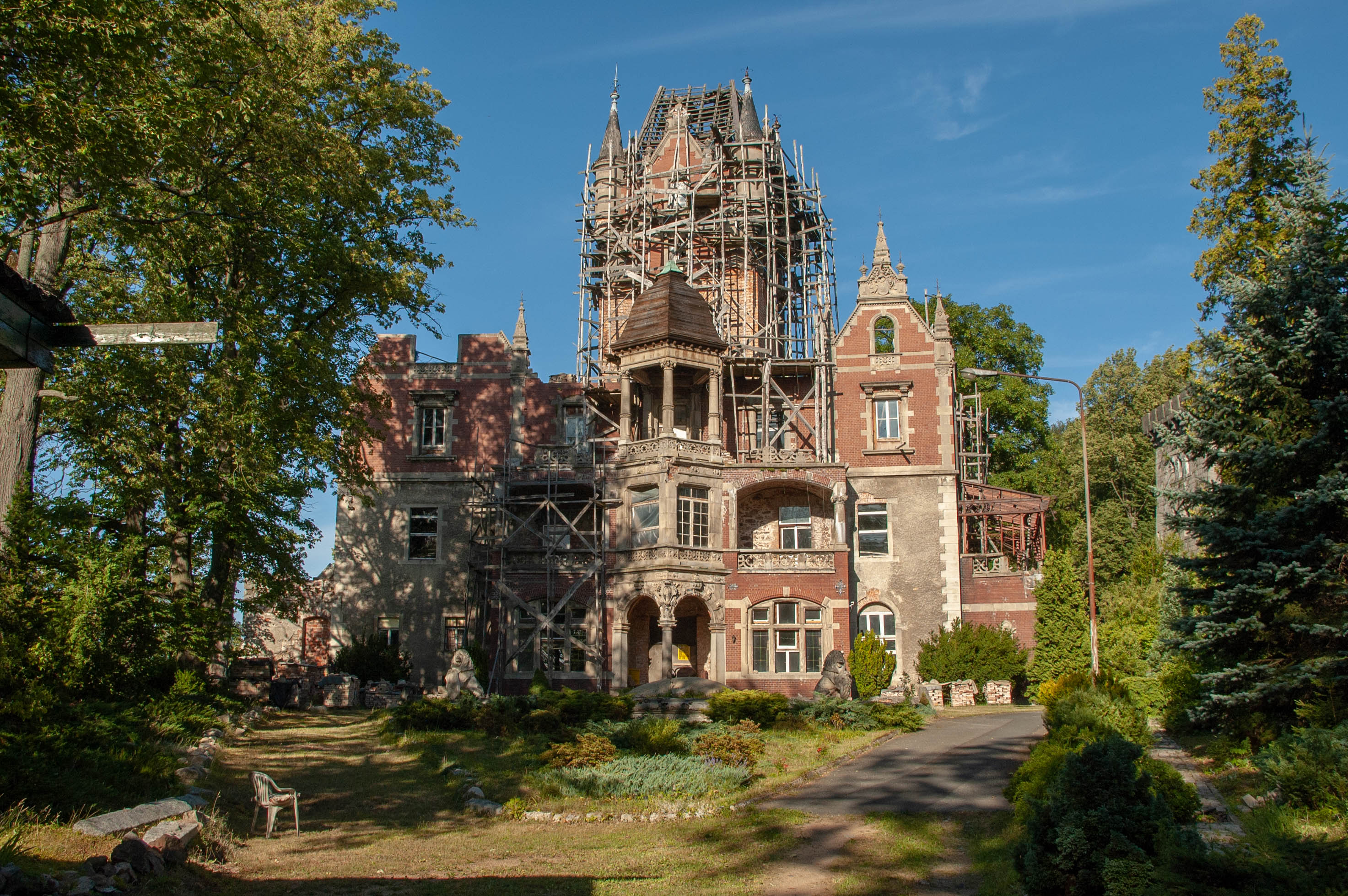
Schloss Boberstein

Das Schloss Boberstein (poln. Zamek Bobrów) liegt im Ortsteil Bobrów (Boberstein) der Gemeinde Mysłakowice (Zillerthal-Erdmannsdorf) im Powiat Jeleniogórski in der Woiwodschaft Niederschlesien. Das Anwesen liegt am linken Ufer des Bober und ist heute eine Ruine.

## Geschichte

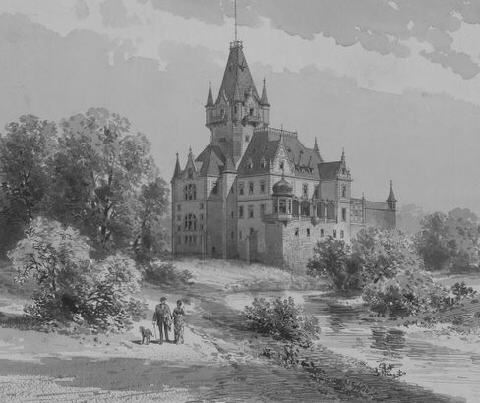
Schloss Boberstein um 1900

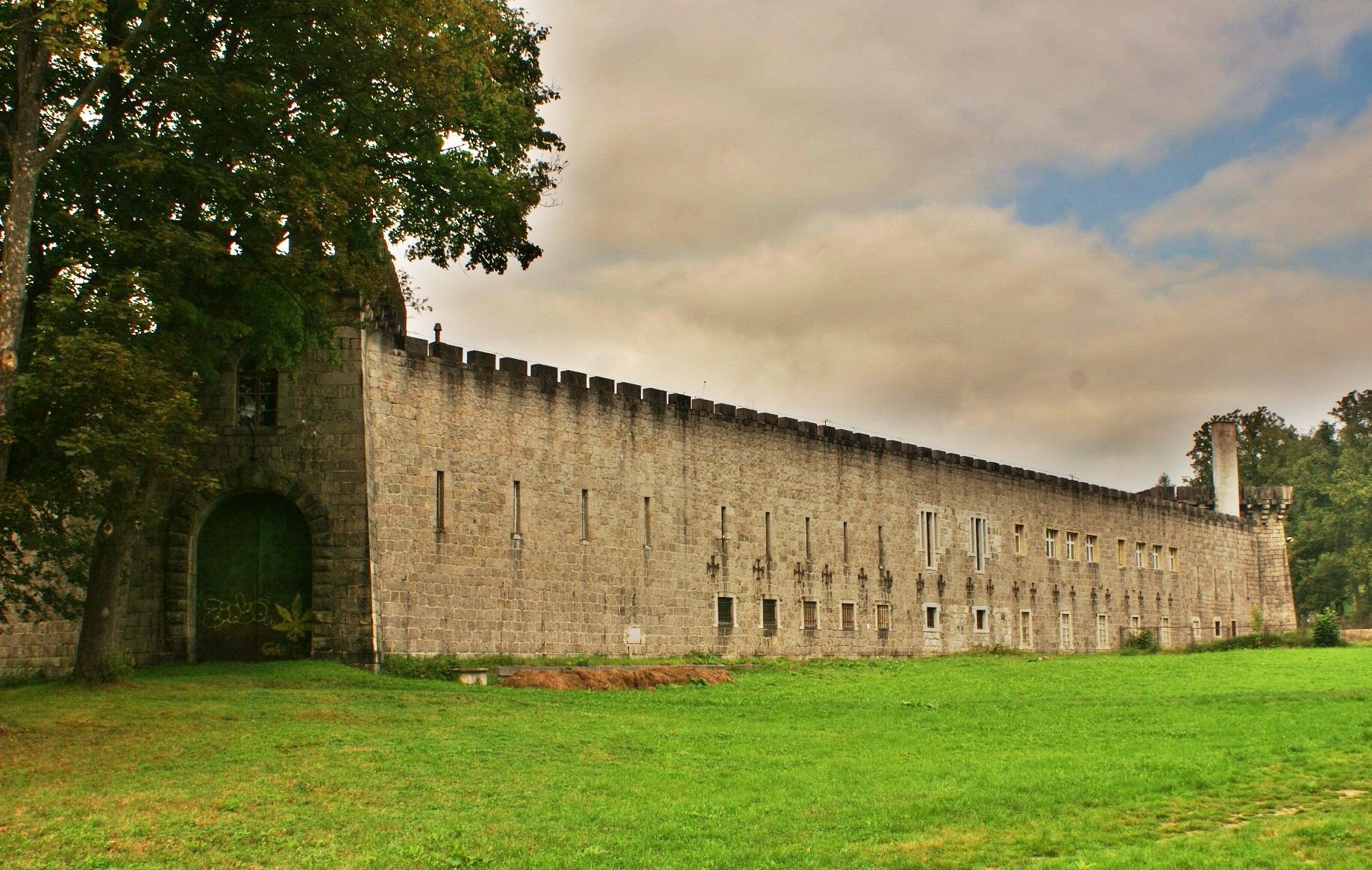
Die angrenzenden Hofanlagen

Ein erstes Schloss entstand bereits ab 1450 an gleicher Stelle, dessen Böschungsmauern noch teilweise erhalten sind. Im 16. Jahrhundert wird ein Wohnturm sowie ein „festes Haus“ beschrieben. 1598 wird Nickel Freiherr von Zedlitz als Eigentümer des Schlosses erwähnt, der das Bauwerk wohl auch im Stil der Renaissance umbauen ließ. Im Dreißigjährigen Krieg wurde das Schloss teilweise zerstört. Bis 1669 war die Anlage im Besitz des Adelsgeschlechts von Zedlitz. Danach wechselten die Besitzer des Anwesens öfters.
Um 1880 wurde das Schloss Boberstein von Georg Jakob Paul von Decker erworben. Dessen Sohn ließ das Gebäude 1894 im Stil der Neorenaissance umbauen. Dabei wurde unter anderem das gesamte Bauwerk vergrößert, wobei der Turm sowie der Hauptbau erhöht und vergrößert wurden. Zur gleichen Zeit entstand am Bober ein Park im Stil des englischen Landschaftsparks. 1933 wurde das Schloss Boberstein vom Staat erworben, der dort 1934 eine SA-Sportschule eingerichtet hat. Ab September 1939 wurde das Schloss für polnische Zivilgefangene genutzt, später für Umsiedler aus der Bukowina. Zwischen 1940 und 1945 lebten im Schloss Internierte aus Luxemburg.

### Nach 1945
Nach dem Zweiten Weltkrieg wurde das Gebäude zunächst von der Roten Armee genutzt. Anschließend lebten im Schloss politische Flüchtlinge aus Griechenland. Bis 1970 wurde das Gebäude dann als Ferienlager und als Sitz einer landwirtschaftlichen Produktions-Genossenschaft genutzt. Nach dessen Auszug wurde das Schloss nicht mehr genutzt und verfiel langsam zu einer Ruine. 1972–73 wurden die Dachziegel des Schlosses entwendet, wodurch der Prozess des Verfalls beschleunigt wurde. 1994 erwarb ein deutsch-polnischer Verein das Anwesen. Dieser ließ in den Hofgebäuden ein Kinderferienheim einrichten.